# Gurian Field
Il "Gurian Field" è il campo di baseball e softball della città di Malnate ed ospita le partite casalinghe delle squadre cittadine, Baseball Malnate Vikings, militante in Serie C federale - Girone C e della Associazione Giocatori Softball Malnate.

## Storia dell'impianto
Nel 1985 il comune delibera la costruzione dell'impianto che va a sostituire il vecchio campo, sede delle squadre di baseball e softball del paese dal momento della loro fondazione (1969 e 1973) e per i decenni successivi, anche se tale costruzione non sarà facile e costerà diversi sacrifici alle due società.
Il Gurian Field viene inaugurato il 7 maggio 1988 in presenza dei delegati regionali e provinciali del CONI, il nazionale di Baseball Gigi Cameroni, il presidente del Comitato Lombardia FIBS e le autorità del paese.
L'impianto viene intitolato ad Adriano Gurian, giocatore di Baseball la cui vita è stata stroncata a soli 20 anni in drammatiche circostanze.
Nel 2003 in occasione dei Campionati Europei di Softball 2003 vengono ristrutturati tribune e spogliatoi, portandoli a norma con le regole internazionali.

### Campionati Europei di Softball 2003
Dal 7 al 12 luglio 2003 il Gurian Field ha ospitato la maggior parte delle gare della Pool B del IV Campionato Europeo di Softball ed una gara della Pool A del XIII Campionato Europeo di Softball. Sul diamante malnatese si sono affrontate le squadre della Pool B Svizzera, Grecia, Slovacchia, Croazia, Bulgaria, Israele, Austria e le più blasonate Gran Bretagna e Repubblica Ceca della Pool A.

#### Le gare a Malnate
- 7 luglio Pb Svizzera-Grecia 0-9
- 7 luglio Pb Grecia-Slovacchia 16-1
- 8 luglio Pb Slovacchia-Croazia 14-0
- 8 luglio Pa Gran Bretagna-Repubblica Ceca 1-6
- 9 luglio Pb Bulgaria-Israele 5-12
- 9 luglio Pb Bulgaria-Grecia 0-15
- 9 luglio Pb Croazia-Israele 6-0
- 10 luglio Pb Austria-Svizzera 1-7
- 10 luglio Pb Israele-Austria 0-9